# ثبت اینترنت منطقه‌ای
یک ثبت اینترنت منطقه‌ای (به انگلیسی: regional Internet registry) (RIR) سازمانی است که تخصیص و ثبت منابع شمارهٔ اینترنتی را در ناحیهٔ خاص از جهان مدیریت می‌کند. منابع شماره‌های اینترنتی نشانی‌های پروتکل اینترنت و شماره‌های سامانهٔ خودمختار را شامل می‌شوند.